# Cucurbitaria vitis
Cucurbitaria vitis är en svampart som beskrevs av Schulzer 1870. Cucurbitaria vitis ingår i släktet Cucurbitaria och familjen Cucurbitariaceae.   Inga underarter finns listade i Catalogue of Life.